# Harbin Z-19
Harbin Z-19 — китайський ударний вертоліт.
Другий, після CAIC WZ-10, броньований ударний вертоліт КНР з тандемною схемою розміщення екіпажу. Розроблений китайською компанією HAIC (Harbin Aircraft Industrial Corporation) на основі Harbin Z-9.
Призначений для знищення живої сили та техніки противника, завдавання ударів по наземних цілях, повітряної підтримки та супроводу, а також для повітряної розвідки.
Z-19 є спеціалізованим ударним вертольотом на основі Harbin Z-9, але відрізняється від похідної версії тандемною кабіною. Силова установка, роторна система і хвостова частина Z-9WA збережені.
Вертоліт розроблений як доповнення до більшого і дорожчого китайського ударного вертольота CAIC WZ-10. HAIC Z-19 може нести до 8 ПТКР або 4 гарматних/НАР підвісних контейнерів.

## Конструкція
Z-19 виконаний за класичною схемою, з тандемним розташуванням екіпажу. Кабіна і скління вертольота броньовані. Шасі, яке не прибирається, енергопоглинаюче, для безпеки при аварійній посадці.
Вертоліт оснащений 2 турбовальними двигунами, застосовано заходи щодо зниження ІЧ помітності.
Несний гвинт — 4-х лопатевий, кермовий гвинт розміщений у фенестроні. Лопаті виконані з композитних матеріалів.
Бортове обладнання пілотів реалізує принцип скляної кабіни, встановлені великі БФІ.
Озброєння вертольота складається з ОПС, розміщеної у носовій частині й керованої поворотної гармати калібру 23-мм. Керовані ракети можуть кріпитися на 4 точках підвіски крил.
Корпус Z-19 виконаний за технологією стелс.

## Тактико-технічні характеристики

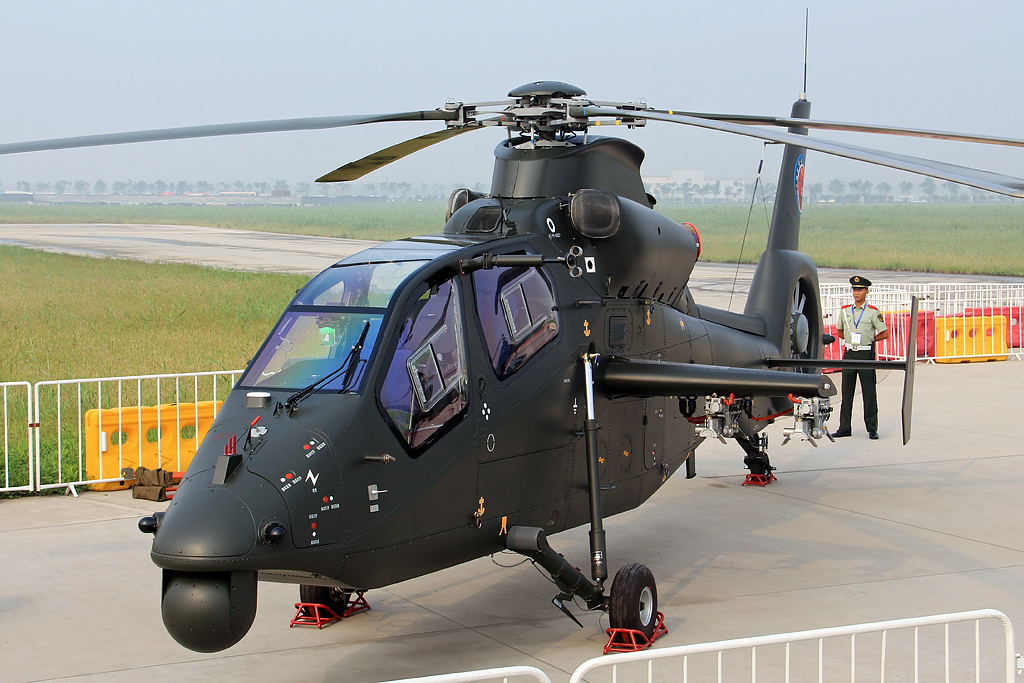
Harbin Z-19

Наведені характеристики відповідають модифікації Harbin Z-19.
Основні характеристики
- Екіпаж: 2
- Довжина: 12,0 м
- Висота: ~4,0 м
- Діаметр несучого гвинта: 11,9 м

- Маса порожнього: 2350 кг
- Максимальна злітна маса: 4500 кг
- Силова установка: 2 × турбовальний WZ-8A (Turbomeca Arriel-1C1)  848 кс ( )

Льотні характеристики
- Крейсерська швидкість: 245 км/год
- Практична дальність: 700 км

Озброєння
- Стрілецько-гарматне: 1 × 23-мм пушка (23 × 152 мм)
- Точки підвіски: 4
- Керовані ракети: 

  - ракети «повітря-поверхня»: до 8 × ПТКР
  - ракети «повітря-повітря»: TY-90
- Некеровані ракети:

4 x блока калібру 57 мм або 70 мм

## На озброєнні
КНР: 100 одиниць станом на 2016 рік 